# Foleyola
Foleyola é um género botânico pertencente à família Brassicaceae.